# Трофимов, Николай Семёнович
Николай Семенович Трофимов — советский хозяйственный, государственный и политический деятель.

## Биография
Родился в 1933 году. Член КПСС.
В 1962 — первый секретарь Ждановского райкома ВЛКСМ города Москвы.
В 1966—1968 — заместитель председателя исполнительного комитета Ждановского Совета депутатов трудящихся города Москвы.
В 1968—1975 — председатель исполнительного комитета Волгоградского Совета депутатов трудящихся города Москвы.
В 1975—1977 — первый секретарь Волгоградского районного комитета КПСС города Москвы.
В 1977—1979 — заведующий отделом строительства и строительных материалов Московского городского комитета КПСС.
В 1979—1985 — заместитель председателя исполнительного комитета Московского городского Совета депутатов трудящихся.
Депутат Верховного Совета РСФСР 10-го созыва. Делегат XXV и XXVI съездов КПСС.
Жил в Москве.

## Награды
- Орден Трудового Красного Знамени (18.07.1984)
- Медаль За трудовую доблесть (15.08.1989)